# 中華人民共和国審計署
中華人民共和国審計署（ちゅうかじんみんきょうわこくしんけいしょ、中国語: 中华人民共和国审计署）は、中華人民共和国国務院の直属機関の1つで、政府機関と国有企業の財務収支の監査を行う役所。日本の会計検査院に相当する。成立は1983年9月15日。
現在の審計長は胡沢君。

## 組織
- 弁公庁
- 法規司
- 財政審計司
- 行政事業審計司
- 農業・資源環保審計司
- 固定資産投資審計司
- 金融審計司
- 企業審計司
- 社会保障審計司
- 外資運用審計司
- 経済責任審計司
- 境外審計司
- 国際協力司
- 人事教育司
- 機関党委
- 離退休幹部局

### 補助機関
- 監査研究所

## 歴代審計長
- 于明涛（1983年6月–1985年3月）
- 呂培倹（1985年3月–1994年5月）
- 郭振乾（1994年5月–1998年3月）
- 李金華（1998年3月–2008年3月）
- 劉家義（2008年3月–2017年4月）
- 胡沢君（2017年4月–）